# 芋参目
芋参目（学名：Molpadida）为海参纲的一个目。

## 下级分类
本目包括以下科：
- 尻参科 Caudinidae Heding, 1931
- 真肛参科 Eupyrgidae Semper, 1867
- 芋参科 Molpadiidae J. Müller, 1850